# Libějovické Svobodné Hory
Libějovické Svobodné Hory jsou malá vesnice, část obce Stožice v okrese Strakonice v Jihočeském kraji. Nachází se asi 2,5 kilometru jihozápadně od Stožic, pod Svobodnou horou. Je zde evidováno 22 adres. V roce 2011 zde trvale žilo 43 obyvatel.
Libějovické Svobodné Hory leží v katastrálním území Křepice u Vodňan o výměře 3,99 km².

## Historie
První písemná zmínka o vesnici pochází z roku 1840.

## Obyvatelstvo
| Rok            | 1869 | 1880 | 1890 | 1900 | 1910 | 1921 | 1930 | 1950 | 1961 | 1970 | 1980 | 1991 | 2001 | 2011 | 2021 |
| -------------- | ---- | ---- | ---- | ---- | ---- | ---- | ---- | ---- | ---- | ---- | ---- | ---- | ---- | ---- | ---- |
| Počet obyvatel | 170  | 171  | 159  | 141  | 118  | 114  | 110  | 81   | 69   | 57   | 48   | 33   | 31   | 43   | 46   |
| Počet domů     | 16   | 17   | 17   | 17   | 12   | 12   | 13   | 22   | 22   | 18   | 15   | 22   | 23   | 24   | 23   |

## Obecní správa
Při sčítání lidu v letech 1850–1879 Libějoické Svobodné Hory byly osadou obce Chelčice v okrese Prachatice. V letech 1880–1959 byly osadou obce Křepice, se kterým patřily nejprve do okresu Písek, ale v roce 1950 v okrese Vodňany. V letech 1960–1975 byly částí obce Stožice v okrese Strakonice. Od 1. ledna 1976 do 31. prosince 1992 byly částí města Vodňany v okrese Strakonice. Od 1. ledna 1993 jsou opět částí obce Stožice v okrese Strakonice.

## Pamětihodnosti
- Zemědělský dvůr Jarov (kulturní památka ČR)
- Socha svatého Jiří v lese jižně od vsi
- Dva křížky v jižní části vesnice

## Galerie

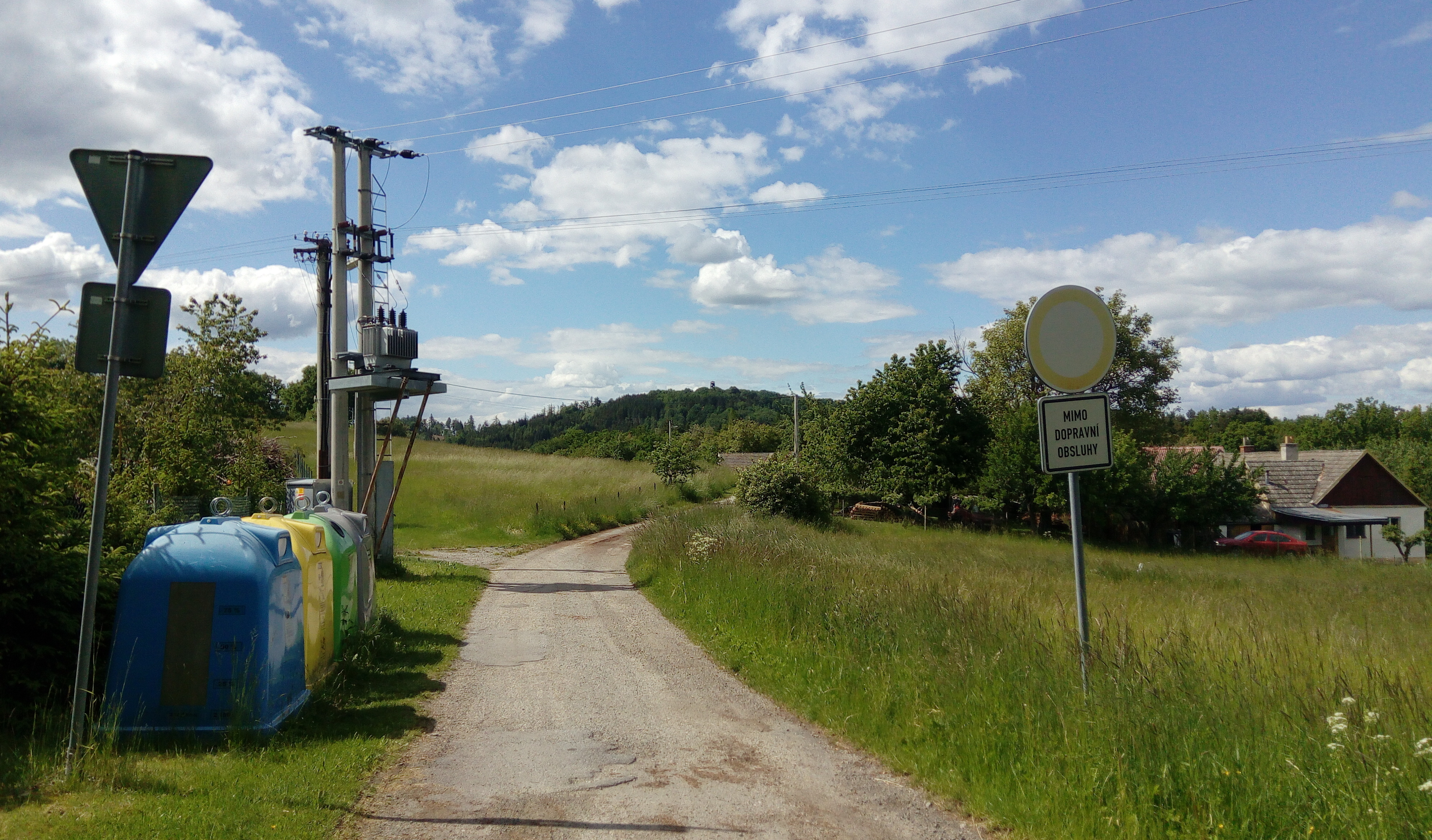
Pohled ke vsi od východu
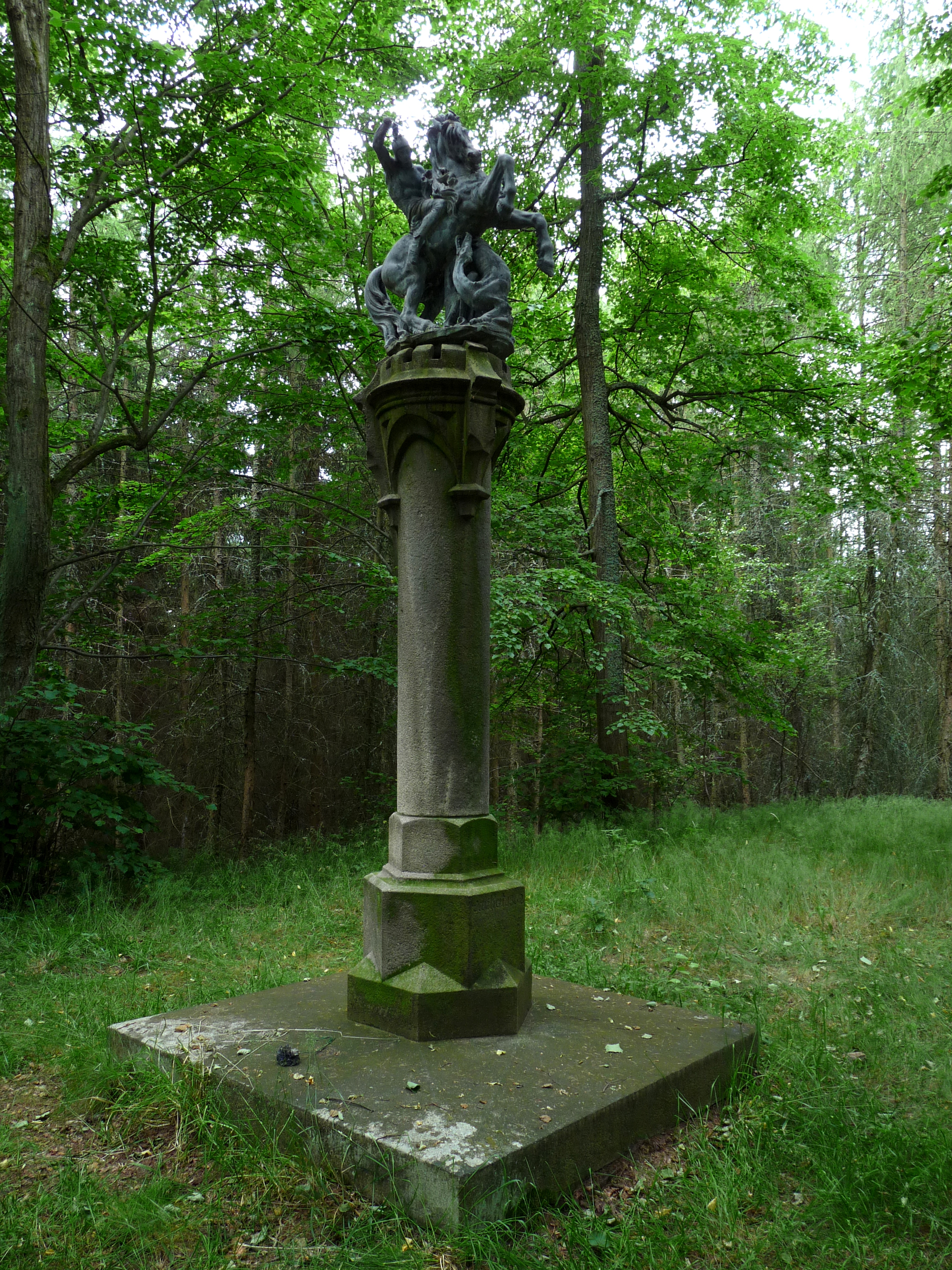
Socha svatého Jiří
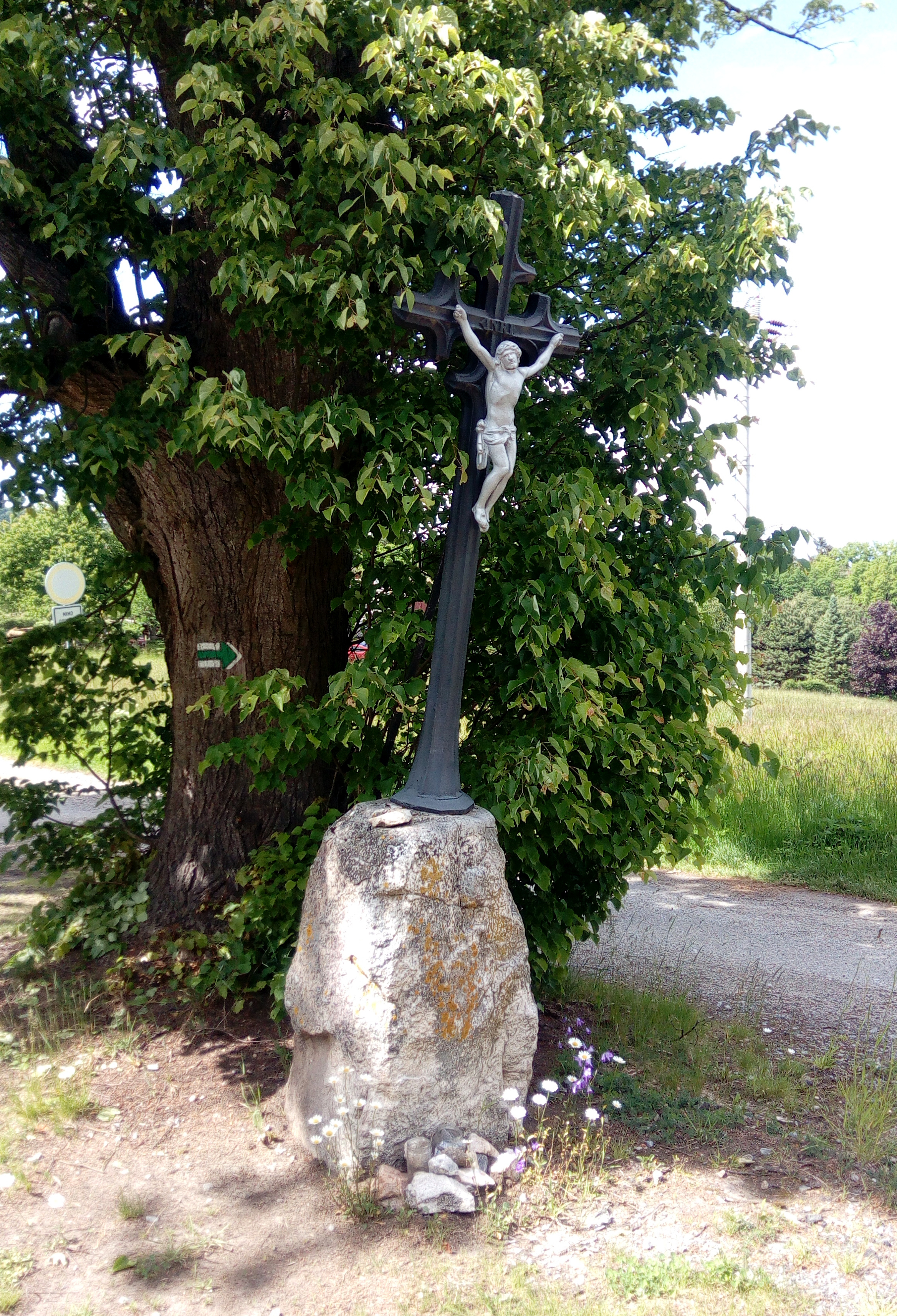
Křížek na rozcestí